# Ingrid Hjelmseth
Ingrid Hjelmseth (Lørenskog, 1980. április 10. –) norvég női válogatott labdarúgó.

## Pályafutása

### Klubcsapatokban
A Skjetten csapatánál kezdte a labdarúgást. 1998-tól kilenc szezonon keresztül őrizte a Trondheims-Ørn kapuját és három bajnoki címe mellé három kupagyőzelmet is szerzett a klubbal.
Az askeri rövid kitérőjét követően 2009-ben szerződött a Stabækhez, ahol 204 mérkőzésen szerepelt.
2019 novemberében fejezte be aktív karrierjét, azóta a Stabæk kapusedzőjeként tevékenykedik.

### A válogatottban
Norvégia színeiben 138 mérkőzésen, négy Európa-bajnokságon és három világbajnokságon vett részt.

## Sikerei

### Klubcsapatokban
Norvég bajnok (5):
- Trondheims-Ørn (3): 2000, 2001, 2003
- Stabæk (2): 2010, 2013

 Norvég kupagyőztes (6):
- Trondheims-Ørn (3): 1999, 2001, 2002
- Stabæk (3): 2011, 2012, 2013

### A válogatottban
Norvégia
- Európa-bajnoki ezüstérmes (2): 2005, 2013
- Algarve-kupa győztes: 2019
- Algarve-kupa bronzérmes: 2008, 2013